# Resident Evil: Resistance
Resident Evil: Resistance è un videogioco survival horror del 2020 sviluppato da NeoBards Entertainment e pubblicato da Capcom come componente online per Resident Evil 3. Pubblicato per PlayStation 4, Microsoft Windows e Xbox One, il gioco vede quattro giocatori sopravvissuti competere contro un giocatore in grado di creare trappole, nemici e altri pericoli. Resistance è ambientato durante l'epidemia di Raccoon City e vede la partecipazione di alcuni personaggi di Resident Evil 2 e 3 . Il produttore di Resident Evil 3 Peter Fabiano ha confermato che Resistance non è canonico in quanto è "impossibile adattarlo alla cronologia effettiva". Il gioco ha ricevuto recensioni contrastanti da parte della critica, che lo ha criticato per essere sbilanciato, avere problemi tecnici e per la mancanza di server dedicati .

## Modalità di gioco
Resident Evil: Resistance è un gioco survival horror che mette una squadra di quattro giocatori sopravvissuti contro un giocatore in grado di creare trappole, nemici e altri pericoli.
Il gioco è ambientato nel 1998, poco prima o durante l'incidente di Raccoon City, in cui dei civili vengono rapiti dalla Umbrella Intelligence Division. Inviati alla struttura "NEST2", sono costretti a combattere contro un certo numero di mutanti per conto di dipendenti senior della Umbrella, per dimostrare l'efficacia del progetto T-Virus della Umbrella.

### Sopravvissuti
- Samuel Jordan - Un pugile costretto al ritiro dopo un infortunio. Si iscrisse a una sperimentazione medica presso la Umbrella Pharmaceuticals, sperando di tornare alla boxe. Invece, è stato portato al NEST2 per il test BOW.
- Valerie Harmon - Una studentessa di chimica alla Raccoon University. Valerie ha svolto un tirocinio presso il laboratorio NEST2 durante il suo corso di master. Stava indagando sui misteriosi problemi di memoria della sua compagna di stanza. Catturò l'attenzione della Umbrella e venne rapita per partecipare ad alcuni esperimenti.
- Tyrone Henry - Un pompiere del dipartimento dei vigili del fuoco di Raccoon City. È stato portato al NEST2 dopo essere intervenuto per spegnere un incendio in una struttura della Umbrella USA.
- January Van Sant - Un'hacker informatica incaricata di trovare informazioni sulla relazione tra Umbrella USA e il dipartimento di polizia di Raccoon City. Dopo essere stata scoperta, è stata rapita dalla Umbrella e portata su NEST2.
- Becca Woolett - una guardia forestale cresciuta nella periferia della contea di Arklay. Fu chiamata per indagare sulle urla che si sentivano nei pressi del fiume Marble. Becca venne attaccata da un gruppo di Cerberus, uno degli BOW della Umbrella. Sopravvisse all'attacco e venne portata dalla Umbrella alla struttura NEST2.
- Martin Sandwich - Un meccanico che lavora per un'azienda di apparecchiature mediche senza nome. Mentre era impegnato in riparazioni allo Spencer Memorial Hospital, vide accidentalmente il laboratorio di analisi dell'Umbrella nascosto lì. Successivamente venne rapito per essere utilizzato come cavia presso il NEST2.
- Jill Valentine - Dopo essere stata sospesa dal suo supervisore dell'RPD per aver indagato sulle attività illegali della Umbrella, Jill inizia a fare dei "sogni" orribili in cui lei e altri sopravvissuti incontrano terrori insondabili. Jill si rende conto gradualmente che questi incubi sono in realtà reali.

### Masterminds
- Daniel Fabron - Membro della divisione di intelligence e collega del dottor Alex Wesker. Con il suo aiuto, il suo compito è quello di eliminare le minacce per l'azienda.
- Alex Wesker - Ricercatrice capo, Alex trova i soggetti e conduce gli esperimenti, riferendo le sue scoperte a Ozwell E. Spencer.
- Annette Birkin - Virologa, Annette Birkin è stata reclutata da Alex Wesker dopo aver dato un contributo significativo alla ricerca sul virus G.
- Ozwell E. Spencer - Uno dei fondatori della Umbrella, Ozwell E. Spencer si rifiuta di affrontare la propria mortalità. Rimase incuriosito dai resoconti di Alex su una mutazione virale che conferisce abilità sovrumane senza alterare la fisiologia del soggetto e decise di prendere parte lui stesso agli esperimenti.
- Nicholai Ginovaef - L'incentivo di Nicholai Ginovaef per la partecipazione a questi esperimenti è puramente monetario. La sua esperienza come mercenario lo rese un abile tiratore e uno scaltro opportunista. Anche se i sopravvissuti riuscissero a sfuggire al suo arsenale, verrebbero presto braccati dall'onnipresente Nemesis.

## Sviluppo
Resistance è il primo progetto sviluppato da NeoBards Entertainment. Sebbene lo studio sia stato fondato nel 2017, molti dei suoi membri avevano già lavorato in precedenza a vari progetti con Capcom, tra cui Onimusha: Warlords. Lo sviluppo del gioco è iniziato nel 2017, da un team di circa 120 persone, con sede in due uffici a Taipei e Suzhou. L'idea di avere un giocatore mastermind che usa telecamere di sicurezza per guardare i giocatori sopravvissuti è stata ispirata dalle angolazioni fisse della telecamera dei primi giochi di Resident Evil. Il gioco gira sul motore proprietario RE Engine di Capcom. È stato annunciato al Tokyo Game Show del 2019 come Project Resistance. Una beta è stata pubblicata su Steam e PlayStation 4 il 31 marzo 2020.
Resistance è stato distribuito insieme al remake di Resident Evil 3 e pubblicato il 3 aprile 2020 poiché Capcom riteneva che Resident Evil 3 da solo non avesse tanti contenuti quanto il remake di Resident Evil 2. Capcom ha supportato il gioco con aggiornamenti aggiuntivi e contenuti scaricabili fino a luglio 2020. Questi includono l'opzione per i giocatori sopravvissuti di giocare come Jill Valentine e un nuovo pacchetto costumi che consente ai giocatori sopravvissuti di vestirsi come Leon S. Kennedy e Claire Redfield dal remake di Resident Evil 2. Un altro aggiornamento ha introdotto il personaggio di Nicholai Ginovaef come mastermind, consentendo ai giocatori di evocare e controllare Nemesis . Nicholai era stato preso in considerazione come candidato fin dalle prime fasi dello sviluppo. Il 19 giugno 2020 è stata rilasciata una patch incentrata sugli aggiustamenti del bilanciamento. Il supporto per il gioco è terminato con la patch finale rilasciata l'8 ottobre 2020.

## Accoglienza
Resistance ha ricevuto "recensioni contrastanti o nella media" dai critici. IGN ha criticato il gioco per essere sbilanciato e per la mancanza di diversità visiva. Shacknews ha criticato la scarsa qualità della connessione del gioco poiché non dispone di server dedicati, con il risultato che i giocatori sopravvissuti sono in balia della qualità della connessione del mastermind. Sono stati individuati anche numerosi problemi tecnici, che avrebbero reso in taluni casi il gioco praticamente ingiocabile. Tra i problemi più comuni sono stati evidenziati il balbettio e il fatto che ci vogliono quasi tre secondi prima che i nemici reagiscano dopo essere stati colpiti. Il redattore di Wccftech Nathan Birch ha criticato l'inclusione nel gioco di microtransazioni e loot box.